# アストロバイオロジー・フィールド・ラボラトリー
アストロバイオロジー・フィールド・ラボラトリー(AFL、Astrobiology Field Laboratory)は、提案されていたアメリカ航空宇宙局(NASA)の無人探査機である。火星の生命をロボットで探索することを目的とした。この提案には、資金がつかなかったが、2016年に火星にローバーを着陸させ、居住可能地域を探す計画であった。そのような地域の例は、活動中、または活動の停止した熱水堆積層や乾燥湖、極の特定の地域等である。
もし資金がついていれば、マーズ・サイエンス・ラボラトリーのローバーの設計を元にNASAのジェット推進研究所でローバーを建造し、2016年に打ち上げられることとなっていたが、予算の制約から資金はカットされた。

## ミッション
ローバーは、1970年代のバイキング計画のランダー以降初めての、硫黄や窒素を含む炭素化合物等の生命と関係する化合物を専門に探索するミッションとなるはずであった。このミッションの戦略は、水や炭素を探すことでハビタブルゾーンを探索するというものであった。特に、このミッションでは2012年のマーズ・サイエンス・ラボラトリーによって、過去又は現在の火星の生命をもたらしうるとされた地点の地質環境について詳細に分析する。そのような環境は、微粒子の沈殿層、熱水泉鉱物の堆積層、極地の近くの氷の層、かつて液体の水が流れていたり、氷塊から水が溶け出しているガレー等である。

## 計画
AFLは、マーズ・リコネッサンス・オービター（2005年打上げ）、フェニックス（2007年打上げ）、マーズ・サイエンス・ラボラトリー（2011年打上げ）、エクソマーズ・トレース・ガス・オービター（2016年打上げ予定）、エクソマーズ（2018年打上げ予定）の後継の計画であった。'Science Steering Group'は、火星の生命の痕跡検出の確実性を高めるため、以下のような戦略と仮定を置いた。
1. 生命は、脂質、タンパク質、アミノ酸、ケロゲン様物質、または岩の特徴的な微小孔等の痕跡を残す[6]。しかし、生命の痕跡自体は、周囲の環境によって徐々に破壊される。
2. サンプルは複数の場所で、酸化されるよりも深い位置から採取する必要がある。磁気圏がないため、火星の地表は宇宙線による酸化を受けやすく[7][8]、この層は7.5mにまで達する[9][10]。
3. 生命の痕跡の分析には、優先度の高いサンプルを予め選別する必要がある。

## ペイロード
マーズ・サイエンス・ラボラトリーのSample Acquisition Sample Processing and Handling systemは、Precision Sample Handling and Processing Systemに置き換えられる計画であった。アストロバイオロジー・フィールド・ラボラトリーのペイロードは、少なくとも3つの分析手法を備え、生命の痕跡の偽検出の可能性を最小限にしている。
ローバーの質量の見積りのために、ペイロードは以下のとおりとされた。
- Precision Sample Handling and Processing System.
- Forward Planetary Protection for Life-Detection Mission to a Special Region.
- Life Detection-Contamination Avoidance.
- Astrobiology Instrument Development.
- MSL Parachute Enhancement.
- Autonomous safe long-distance travel.
- Autonomous single-cycle instrument placement.
- Pinpoint landing (100-1000 m)
- Mobility for highly sloped terrain 30°

## 電源
AFLは、マーズ・サイエンス・ラボラトリーと同様に、電源として放射性同位体熱電気転換器(RTG)を用いることが提案されていた。RTGによる電源は、地球での約2年に相当する1火星年程度は持続する。RTGは、昼も夜も信頼できる持続的な電源を供給することができる。廃熱はパイプを通してシステムを温めるのに利用し、発生した電気を探査車や機器の電源として用いる。

## 科学
AFLにおいては、火星で見つかるかもしれない生命についての事前の定義はおいていなかったが、以下の仮定が用いられている。
1. 生命は何らかの形の炭素を用いる。
2. 生命は外部エネルギー源（日光または化学エネルギー）を必要とする。
3. 生命は細胞のような区画に囲まれている。
4. 生命は液体の水を必要とする。

表面探査の間に、（過去又は現在の）火星の環境を、生命の存在可能性によって分類した。生命の存在可能性の定量的な評価は、以下のとおりである。
- 有機化合物の分子の複雑さや分布等を含む、サンプルの同位体、化学組成、鉱物及び構造上の特徴を分析する。
- 化学、熱、電磁気等を含む生命の利用可能なエネルギー源を評価する。
- 着陸地点の地質における水の役割を決定する。
- 生命の痕跡の保存に影響を与える因子を調査する。
- 非炭素を含め、火星における前生物的な化学の可能性の調査
- 生命の痕跡である可能性のある特異な構造の事例の収集

もし火星に過去又は現在の生命の痕跡が発見されれば、生命と環境が互いを支え合う関係の理解に焦点が当たる。生命の形成に適した環境があるにもかかわらず生命の痕跡が見つからなければ、火星の生命がなぜ発生しなかったのかが次の課題となる。AFLのチームは、AFLのようなミッションがこの問の解明に重要な役割を果たす可能性は大きいが、結論が得られるのを期待するのは難しいと述べている。